# Procédure de divorce en France
Ne doit pas être confondu avec Annulation de mariage en France.
Pour un article plus général, voir Divorce en France.

Schéma décrivant dans les grandes lignes les procédures de divorce en vigueur en France depuis le 1er janvier 2017.

En France, la procédure de divorce est l'ensemble des formalités et démarches à suivre afin d'obtenir la rupture officielle d’un mariage précédemment célébré entre deux personnes. C'est le juge aux affaires familiales, dit le JAF, un magistrat généraliste du tribunal judiciaire, qui est compétent dans le cadre des affaires de rupture de mariage.

## Cas de divorce
L’article 229 du Code civil reconnaît quatre types de divorce :
- le divorce par consentement mutuel ;
- le divorce par acceptation du principe de la rupture du mariage ;
- le divorce pour altération définitive du lien conjugal ;
- le divorce pour faute.

### Divorces par consentement mutuel
La loi n° 2016-1547 du 18 novembre 2016 de modernisation de la justice du XXIe siècle a profondément modifié le divorce par consentement mutuel. Ses effets s’appliquent pour toutes les demandes en divorces instanciées à partir du 1er janvier 2017.

#### Divorce par consentement mutuel par acte sous signature privée contresigné par avocats, déposé au rang des minutes d'un notaire
Ce divorce, prévu par les articles 229-1 à 229-4 du Code civil,,,, est aussi appelé extra-judiciaire car il s’effectue sans juge.
Pour bénéficier de cette procédure, il faut que les époux s’entendent sur la rupture du mariage et sur ses effets.
Il est aujourd'hui possible d'effectuer cette procédure en ligne. Certains avocats proposent ce service sur leurs sites internet respectifs.

#### Divorce par consentement mutuel judiciaire
Prévu par les articles 230 et 232 du Code civil, la procédure de divorce par consentement mutuel judiciaire n’est ouverte que « dans le cas prévu au 1° de l’article 299-2 », c’est-à-dire uniquement lorsque l’un des enfants mineurs des époux engagés dans une procédure de divorce par consentement mutuel extra-judiciaire demande à être entendu.

### Divorces contentieux
Les divorces contentieux sont ceux pour lesquels il existe des désaccords entre les époux sur le principe du divorce ou sur ses conséquences.

#### Divorce accepté
Aussi surnommé divorce par résignation, il concerne les époux qui sont d’accord sur le principe du divorce mais qui ne s’entendent pas sur ses conséquences. Il est prévu aux articles 233 et 234 du Code civil.

#### Divorce pour altération définitive du lien conjugal
Prévu par les articles 237 et 238 du Code civil, le divorce pour altération définitive du lien conjugal permet à un époux de divorcer sans l’accord de l’autre dès lors qu’ils vivent séparés depuis au moins un an.

#### Divorce pour faute
Le divorce pour faute est prévu aux articles 242 à 246,,,, du Code civil. Il a pour but de répondre aux cas de fautes particulièrement graves, principalement lors de violences conjugales, d’injures, de diffamations, de défaut de participation à la vie familiale, d'abandon de domicile ou d'adultère.

## Procédure de divorce
Pour toutes les procédures de divorce durant lesquelles le juge est nécessaire (précisément le juge aux affaires familiales), « les débats sur la cause, les conséquences du divorce et les mesures provisoires ne sont pas publics ». On dit que les débats ont lieu à huis clos.

### Divorces par consentement mutuel

#### Divorce par consentement mutuel extra-judiciaire
Chacun assisté d’un avocat, les époux rédigent leur accord dans une convention de divorce prenant la forme d’un acte sous signature privée.
Les enfants mineurs des époux doivent être informés par leurs parents de leur droit à être entendu par le juge. Si l’un au moins le demande, l’article 229-2 du Code civil interdit la présente procédure de divorce. Il l’interdit également lorsque « l’un des époux se trouve placé sous l’un des régimes de protection prévus au chapitre II du titre XI du présent livre ».
Dans les autres cas, les époux peuvent poursuivre selon cette procédure. Alors chacun des avocats adresse à l’époux qu’il assiste la convention de divorce par lettre recommandée avec avis de réception. Un délai de réflexion de quinze jours à compter de la réception de la convention est prévu par l’article 299-4 du Code civil. Les époux ne peuvent alors signer la convention qu’après expiration de ce délai.
Enfin, la convention est présentée à un notaire, désigné conjointement par les époux. Celui-ci vérifie la conformité de la convention avec les « exigences formelles » de l’article 229-3 du Code civil, et il s’assure que le délai de réflexion a été respecté. Si la convention est conforme, le notaire la dépose aux rangs des minutes : « ce dépôt donne ses effets à la convention en lui conférant date certaine et force exécutoire ».

#### Divorce par consentement mutuel judiciaire
Puisque participant à un divorce par consentement mutuel, les époux s’entendent sur la rupture du mariage et ses effets. Ils soumettent alors à l’approbation du juge une convention réglant les conséquences du divorce.
Concrètement, la demande en divorce est présentée au juge lors d’une audience privée au tribunal judiciaire par les avocats respectifs des époux ou par un avocat choisi d'un commun accord. Le juge examine ensuite la demande avec chacun des époux, puis les réunit ; après quoi il appelle le ou les avocats à les rejoindre.
Devant les époux et le ou les avocats ainsi réunis, le juge homologue ou non la convention de divorce. Pour l’homologuer et prononcer le divorce, il doit s’assurer qu’elle préserve suffisamment les intérêts de chacun des époux et que leur consentement est libre et éclairé.
« Le juge homologue la convention et prononce le divorce s'il a acquis la conviction que la volonté de chacun des époux est réelle et que leur consentement est libre et éclairé.

Il peut refuser l'homologation et ne pas prononcer le divorce s'il constate que la convention préserve insuffisamment les intérêts des enfants ou de l'un des époux. »
— Article 232 du Code civil français
En cas de refus d’homologation, le juge peut décider de mesures provisoires.

### Divorces contentieux
Lorsqu’il n’est pas consenti par les deux époux, le divorce ne peut pas être assigné directement. Il faut d’abord que l’époux demandeur dépose une demande introductive d'instance.
Le régime procédural a été modifié par la loi du 23 mars 2019 qui précise les modalités de procédure des divorces contentieux. Cette loi est en vigueur depuis le 1er janvier 2021.
Cette loi s'inscrit dans un souci d'accélérer la procédure des divorces contentieux. Pour cela, la tentative de conciliation qui était obligatoire (au terme de laquelle le juge rendait une ordonnance de conciliation) est supprimée et est remplacée une audience facultative qui pourra être demandée par les époux s'ils veulent obtenir du juge des mesures provisoires.
Ainsi l'article 252 du Code civil dispose au 1er janvier 2021 :
« La demande introductive d'instance comporte le rappel des dispositions relatives à :

1° La médiation en matière familiale et à la procédure participative ;
2° L'homologation des accords partiels ou complets des parties sur les modalités d'exercice de l'autorité parentale et les conséquences du divorce.

Elle comporte également, à peine d'irrecevabilité, une proposition de règlement des intérêts pécuniaires et patrimoniaux des époux. »
— Article 252 du code civil français
D'ici là, tout demande de divorce se réfèrera à la version de 2015 de l'article 252 du code civil français.
L’instance se termine par un jugement de divorce rendu par un juge aux affaires familiales.
L’article 259 du Code civil instaure la preuve libre dans les débats liés aux divorces contentieux, dans la limite de la violence et de la fraude, de la violation de domicile et de l’atteinte illicite à l’intimité de la vie privée, et en excluant les témoignages des descendants pour appuyer les griefs invoqués par les époux.
« Les faits invoqués en tant que causes de divorce ou comme défenses à une demande peuvent être établis par tout mode de preuve, y compris l'aveu. »
— Article 259 du Code civil français
À tout moment au cours de la procédure, les époux peuvent changer de procédure de divorce pour un divorce par consentement mutuel extra-judiciaire ou judiciaire, ou s’accorder uniquement sur le principe du divorce pour voir prononcer le divorce pour acceptation de la rupture du mariage.

#### Demande introductive d'instance
« L'époux qui introduit l'instance en divorce peut indiquer les motifs de sa demande si celle-ci est fondée sur l'acceptation du principe de la rupture du mariage ou l'altération définitive du lien conjugal. Hors ces deux cas, le fondement de la demande doit être exposé dans les premières conclusions au fond. »
— Article 251 du Code civil français
L’article 251 du Code civil dispose que « l’époux qui forme une demande en divorce présente, par avocat, une requête au juge, sans indiquer les motifs du divorce ».
Depuis le 1er janvier 2021, cet article est rédigé comme suit :

« L'époux qui introduit l'instance en divorce peut indiquer les motifs de sa demande si celle-ci est fondée sur l'acceptation du principe de la rupture du mariage ou l'altération définitive du lien conjugal. Hors ces deux cas, le fondement de la demande doit être exposé dans les premières conclusions au fond. »

La demande en divorce doit être déposée au tribunal judiciaire dont dépend :
- Soit la résidence conjugale,
- Soit la résidence où vivent les enfants, dans le cas d'un exercice commun de l'autorité parentale,
- Soit la résidence du parent seul bénéficiaire de l'autorité parentale.

À ce stade de la procédure, seules des mesures d'urgences peuvent être ordonnées par le juge.

##### Réconciliation entre les époux
Si le juge estime qu’une réconciliation est possible entre les deux époux, il peut donner au couple un temps de réflexion limité à huit jours, sur le fondement de l’article 252-2 du Code civil. Ce délai peut être allongé si nécessaire : dans ce cas, le juge convoquera de nouveau les époux dans un délai de six mois maximum pour une nouvelle tentative de conciliation.
La réconciliation entre les époux ne signifie pas renoncer au divorce, mais renoncer au divorce contentieux. C’est-à-dire que les époux ainsi réconciliés divorceront par la procédure de divorce par consentement mutuel. En effet, l’audience de conciliation n’a pas pour objet de faire renoncer au divorce l’époux demandeur, mais de concilier les époux sur le principe du divorce ainsi que sur ses conséquences.

##### Procès-verbal d’acceptation du principe de la rupture du mariage
Si le juge perçoit qu’aucune réconciliation n’est possible, il demande si les époux sont d’accord sur le principe de la rupture du mariage. Si tel est le cas, un procès-verbal d’acceptation du principe de la rupture du mariage est signé par chacun des deux époux et par leurs avocats. L’acceptation du principe de rupture du mariage est irrévocable : « elle n’est pas susceptible de rétractation, même par la voie de l’appel ».

##### Mesures provisoires
Les mesures provisoires, prévues par l’article 254 du Code civil, sont les mesures qui sont nécessaires à la vie des époux et des enfants pendant la durée de la procédure de divorce.
L’article 255 du Code civil énumère les mesures principales que le juge peut prendre sur ce fondement, parmi lesquelles :
- proposer une mesure de médiation auprès d'un médiateur ;
- statuer sur les modalités de la résidence séparée ;
- fixer la pension alimentaire ;
- attribuer à l'un des époux la jouissance du logement ;
- désigner un notaire pour la liquidation du régime matrimonial.

##### Ordonnance de non-conciliation
Hors le cas où les époux se sont réconciliés sur le principe du divorce et sur ses effets, le juge prend, à l’issue de l’audience de conciliation, une ordonnance de non-conciliation qui constate le contentieux entre les époux et qui permet d’introduire l’instance en divorce.

#### Mesures d’urgence
L’article 257 du Code civil prévoit la possibilité pour le juge de prendre des mesures d’urgence à tout moment de la procédure, dès le dépôt de la requête initiale.
Deux mesures d’urgences sont explicitement inscrites dans cet article. Il prévoit que le juge peut « autoriser l’époux demandeur à résider séparément [et], s’il y a lieu, avec ses enfants mineurs » ou encore « ordonner toutes mesures conservatoires telles que l’apposition de scellés sur les biens communs pour la garantie des droits d’un époux ».

#### Instance en divorce
L’ordonnance de non-conciliation permet d’introduire l’instance en divorce. Celle-ci « est formée, instruite et jugée selon la procédure écrite ordinaire applicable devant le tribunal judiciaire », par un juge aux affaires familiales, qui tire sa compétence en matière familiale de l’article 1070 du Code de procédure civile.

##### Formation de l’instance en divorce
Dans les trois mois qui suivent le prononcé de l’ordonnance de non-conciliation, seul l’époux qui a présenté la requête initiale peut assigner l’autre époux en divorce. Dans les vingt-sept mois suivant, les deux époux peuvent s’assigner l’un l’autre en divorce. Au-delà, l’ordonnance de non-conciliation n’est plus valable, ainsi que l’autorisation d’introduire l’instance : les époux n’ont pas souhaité divorcer, ils se sont réconciliés dans le mariage de facto.

###### Assignation en divorce
L’assignation est un acte juridique, défini à l’article 55 du Code de procédure civile comme « l’acte d'huissier de justice par lequel le demandeur cite son adversaire à comparaître devant le juge ». Ainsi, l’assignation en divorce est rédigée par l’avocat et délivrée à l’autre conjoint par acte de commissaire de justice.
L’article 257-2 du Code civil impose que l’assignation en divorce « comporte une proposition de règlement des intérêts pécuniaires et patrimoniaux des époux », et l’article 1115 du Code de procédure civile complète qu’elle doit mentionner « les intentions du demandeur quant à la liquidation de la communauté ou de l'indivision, et, le cas échéant, quant à la répartition des biens ». L’assignation doit donc comporter les demandes (motifs du divorce, prestation compensatoire, confirmation ou non des mesures provisoires, etc.) ainsi qu’une proposition de liquidation du régime matrimonial (le sort final du patrimoine du couple, qu’il soit indivis ou commun, en fonction éventuellement du projet d’acte liquidatif du notaire).

###### Divorce par acceptation du principe de la rupture du mariage
Prévu aux articles 233 et 234 du Code civil, le divorce par acceptation peut être demandé dans l'acte introductif d'instance par l'époux demandeur dans le cas où, lors de l'audience sur tentative de conciliation, les époux ont accepté le « principe de la rupture du mariage sans considération des faits à l’origine de celle-ci ». Ce type de divorce est irrévocable, ce qui signifie que, dès lors que le procès-verbal constatant l'accord des époux quant au prononcé de leur divorce est signé, il est impossible de demander la rupture du lien matrimonial sur un fondement autre que celui prévu aux articles précités.

###### Divorce pour altération définitive du lien conjugal
Dans le cas où les époux vivent séparés depuis deux ans sans discontinuité, si l’un des époux n’accepte pas le principe du divorce, l’autre époux peut l’assigner en divorce sur le fondement de l’altération définitive du lien conjugal.

###### Divorce pour faute
Lorsque l’un des époux reproche à l’autre une violation grave ou renouvelée des devoirs et obligations du mariage rendant intolérable le maintien de la vie commune, il peut assigner son conjoint en divorce pour faute.
« Le divorce peut être demandé par l'un des époux lorsque des faits constitutifs d'une violation grave ou renouvelée des devoirs et obligations du mariage sont imputables à son conjoint et rendent intolérable le maintien de la vie commune. »
— Article 242 du Code civil français

##### Instruction de l’instance
Durant l’instruction, appelée mise en état, chacun des époux fait valoir ses arguments lors d’une succession d’audiences de procédure, dites audiences de mise en état, entre juge et avocats (hors la présence des époux). Un délai est donné à tour de rôle à chacun des époux pour répondre aux arguments de l’autre par voie de conclusions.
Lorsque le juge estime que l’affaire est en état d’être jugée, il prononce par ordonnance la clôture de l’affaire, c'est-à-dire qu’aucune pièce ni conclusions ne pourra plus être échangée ni versée aux débats.
Le juge fixe alors la date des plaidoiries, lors de laquelle la présence des époux n’est pas obligatoire. En tout état de cause, même s'ils sont présents à l'audience, les époux ne sont que des spectateurs, c'est-à-dire qu'ils n'ont pas le droit de s'exprimer, à moins que le juge ne souhaite les entendre sur un point. À la clôture des débats, le juge met l'affaire en délibéré, c'est-à-dire qu'il fixe une date, généralement un à deux mois après l'audience, où sera prononcé le jugement de divorce.
À tout moment au cours de l’instruction, si les époux ont trouvé un accord commun, et s’ils le souhaitent, ils peuvent demander à changer de procédure pour un divorce par consentement mutuel, extra-judiciaire donc, ou un divorce accepté. Si le juge accepte leur demande pour un divorce accepté, alors les époux ne pourront plus changer d'avis, même en cas d’appel du jugement de divorce : l’acceptation du « principe de la rupture du mariage sans considération des faits à l'origine de celle-ci […] n'est pas susceptible de rétractation, même par la voie de l'appel ».
À tout moment au cours de l’instruction, les époux peuvent soumettre à l’homologation du juge des accords réglant tout ou une partie des effets du divorce. Ces conventions seront homologuées par le juge lorsqu’il prononcera le divorce, dès lors que les intérêts des époux et des enfants sont préservés.

###### Divorce par acceptation du principe de la rupture du mariage
S’agissant d’un divorce contentieux, dans lequel les époux ne sont donc pas d’accord sur les conséquences du divorce, il revient au juge de prononcer le divorce et de statuer sur ses effets.
« S’il a acquis la conviction que chacun des époux a donné librement son accord, le juge prononce le divorce et statue sur ses conséquences. »
— Article 234 du Code civil français

###### Divorce pour altération définitive du lien conjugal
Pour prouver l’absence de vie commune, les époux jouissent de la preuve libre sur le fondement de l’article 259 du Code civil, comme dit précédemment. Ainsi l’époux demandeur pourra-t-il verser aux débats, par exemple, un bail d’habitation d’un nouveau logement de 2 ans ou plus, des témoignages d’amis ou de parents, des factures, des relevés bancaires, des mains courantes, etc.
S’agissant d’un divorce contentieux, dans lequel les époux ne sont donc pas d’accord sur les conséquences du divorce, il revient au juge de prononcer le divorce et de statuer sur ses effets.

###### Divorce pour faute
Pour prouver les fautes invoquées, la preuve est libre sur le fondement de l’article 259 du Code civil, comme dit précédemment.
L’époux assigné peut invoquer les fautes de l’autre époux à l’appui d’une demande reconventionelle. Si cette demande est accueillie, alors le divorce est prononcé aux torts partagés des deux époux. Le divorce peut aussi être prononcé aux torts partagés même en l’absence de demande reconventionnelle « si les débats font apparaître des torts à la charge de l’un et de l’autre ».
Aussi, les fautes commises par l’époux demandeur peuvent enlever aux faits qu’il reproche à son conjoint le caractère de gravité qui en aurait fait une cause de divorce.
Dans les autres cas, le divorce est prononcé aux torts exclusifs.
La jurisprudence a notamment dégagé comme fautes constitutives d’un motif légitime de divorce pour faute :
- l’adultère (Aix-en-Provence, 7 nov. 2006) ;
- le fait de rendre le domicile conjugal inhabitable par la prolifération d’animaux (Civ. 1re, 23 fév. 2011) ;
- le refus de reprendre la vie commune (Civ. 1re, 11 janv. 2005) ;
- le comportement gravement déloyal d’un époux envers l’autre, les deux conjoints exerçant des activités professionnelles concurrentes (Civ. 1re, 17 oct. 2007) ;
- des disputes réciproques intenses accompagnées de violences verbales (torts partagés) (Civ. 1re, 23 mai 2006) ;
- des activités syndicales particulièrement absorbantes entraînant des absences prolongées (Douai, 12 oct. 1984) ;
- l’acquisition du sexe féminin par le mari à la suite d’une opération chirurgicale (Nîmes, 7 juin 2000) ;
- l’attitude du mari ayant des relations extra-conjugales homosexuelles et une tendance au travestissement (Orléans, 24 fév. 2009).

## Effets du divorce
- Concernant les enfants : le juge va devoir statuer sur différents points :
  - l'autorité parentale, exclusive ou conjointe, en France elle est conjointe de plein droit,
  - la résidence des enfants : afin de déterminer au domicile duquel des deux parents résideront les enfants ou bien s'il convient d'établir une résidence alternée. La résidence alternée peut faire l'objet d'un essai pendant une période de six mois ou moins.
  - le droit de visite et d'hébergement : c’est-à-dire les périodes pendant lesquelles celui des parents chez qui les enfants ne résident pourra leur rendre visite ou les prendre pour un weekend ou pendant une partie des vacances.
  - le montant de la pension alimentaire que l'on appelle la contribution à l'éducation et à l'entretien des enfants, qui est fixée en fonction des besoins des enfants et des revenus de chacun des parents (ce n'est pas parce qu'il y a une résidence alternée qu'il n'y aurait pas lieu à pension alimentaire). Elle est à distinguer de la prestation compensatoire qui est versée pour l'époux[39].

- Liquidation
  - Dans les divorces par consentement mutuel, la liquidation et le partage sont nécessairement réglés avant le prononcé du divorce, soit dans le cadre d'un acte notarié s'il y a des biens immobiliers (état liquidatif ou convention d'indivision), soit dans la convention de divorce signée avec l'avocat auquel il faut donner toutes les informations (attention une fausse déclaration pourra amener les époux à avoir un redressement fiscal ultérieur). Dans le cas où les époux seraient sous le régime de la séparation de bien, ils peuvent toutefois décider de conserver le logement familial, bien indivis acquis pendant leur mariage, sans faire dresser devant notaire un état liquidatif (arrêt du 30 janvier 2008 de la cour d'appel de Bastia).
  - Dans les autres cas de divorce, les époux peuvent également faire constater leurs accords et, à défaut, le juge pourra lui-même trancher certains désaccords s’il estime suffisantes les informations portées à sa connaissance. Sinon, les opérations de liquidation et de partage seront réglées après le divorce, soit devant un notaire, soit par un formulaire à remplir auprès de l'administration fiscale.
    - En principe, elles doivent être achevées dans un délai d’un an après le jugement de divorce.
    - À défaut, le notaire transmettra au tribunal un procès-verbal de difficultés et le tribunal pourra prolonger ce délai de 6 mois maximum.
    - Si les opérations ne sont toujours pas achevées à cette date, le notaire établira si besoin est, un nouveau procès-verbal de difficultés.
    - Après avoir statué sur les contestations subsistant entre les époux, le tribunal les renverra devant le notaire afin d’établir l’état liquidatif.

- Sort des donations et avantages matrimoniaux : la loi interdit de revenir sur les donations entre époux. Tout bien présent (bijou, appartement, somme d’argent…) qui a été donné pendant le mariage ne peut plus être repris. En revanche, les donations de biens à venir dites « au dernier vivant » (inscrites dans un testament par exemple) sont révoquées de plein droit sauf volonté contraire de celui qui les a consenties.

- Prestation compensatoire : tout époux peut recevoir une prestation compensatoire. Depuis la réforme de 2004, même le conjoint fautif dont le divorce a été prononcé aux torts exclusif peut requérir une prestation compensatoire.
  - la prestation est définie en fonction de la durée du mariage, l'âge des époux, leur niveau de vie respectif, l'implication de l'époux créancier dans la vie de famille et son impact sur son évolution professionnelle… (article 271 du Code civil).
  - la prestation compensatoire est versée en priorité sous forme d’un capital, avec possibilité de panacher le versement d’une somme d’argent et de l’usufruit, ou bien un capital et une rente. Le versement du capital peut être étalé sur 8 ans maximum. En revanche, l’attribution d’une rente à vie ne sera accordée qu’à titre très exceptionnel. En effet, la rente ne peut être accordée que si l'époux débiteur, en raison de sa santé ou de son âge, n'a pas la faculté de subvenir convenablement à ses besoins.
  - à la mort de l’époux débiteur, le paiement de la prestation sera prélevé sur la succession, elle ne se transmettra donc pas aux héritiers.

## Compléments